# Aylworth
Aylworth – wieś w Anglii, w hrabstwie Gloucestershire. Leży 28 km na wschód od miasta Gloucester i 127 km na zachód od Londynu.